# 浅指屈筋
浅指屈筋（せんしくっきん、英語: flexor digitorum superficialis muscle）は人間の上肢の筋肉で第2〜5指PIP関節の屈曲、手関節の掌屈を行う。
上腕尺骨頭(上腕骨内側上顆、尺骨粗面の内側)，橈骨頭(橈骨の上方前方)から起こり、第2〜5指中節骨底で停止する。
なお，停止部は2つに分かれ中節骨底の掌面につく．
機能的には，ものを握る時に強く働く．
正中神経が支配する．
尺骨動脈と橈骨動脈が栄養する．